# Спорынья
Спорынья́, или ма́точные ро́жки (лат. Cláviceps) — род грибов семейства спорыньёвых (Clavicipitaceae), паразитирующий на некоторых злаках, в том числе, на ржи и пшенице.

## Этимология
Слово спорынья происходит от др.-рус. спорынꙗ — «изобилие, избыток» (от «спор» — избыток, прибыль, урожай, ср. слова спорый, спелый); такое парадоксальное изменение значения, по мнению О. Н. Трубачёва, носило эвфемистический характер.

## Жизненный цикл

### Цикл развития

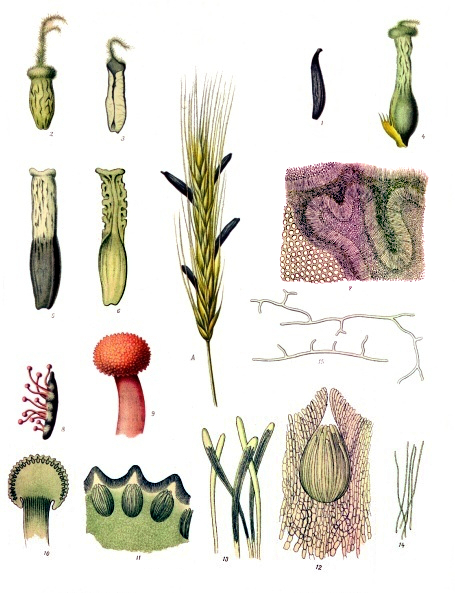
Строение спорыньи пурпурной (Claviceps purpurea)

Весной образуется красноватый мицелий в виде ножек с головками, на которых находятся бутылевидные перитеции (плодовые тела), в них происходит гаметангиогамия (половой процесс, представляющий собой слияние гаметангиев — органов полового размножения). Образовавшаяся зигота сразу же вступает в мейоз, происходящий внутри аска (сумки), которая образовалась из мицелия, в котором находилась зигота. Летом образуются нитевидные аскоспоры «+» и «−», переносящиеся ветром или насекомыми на пестик цветущего злака, где прорастают в полость с завязью, в результате чего вместо зерна развивается мицелий гриба, соответственно «+» или «−», на котором развиваются конидиеносцы, а в них — конидии (споры бесполого размножения), при этом грибком выделяется сладкий сок — медвяная роса, привлекающая насекомых, которые разносят конидии на другие цветки злаков, где из тех образуется новый мицелий. После того как завязь истощилась, на её месте возникает псевдосклероций — удлинённый рожок из плотно сросшихся гифов гриба и тканей растения-хозяина (живые гифы находятся в сердцевине, окружённые толстостенными отмершими клетками), который при созревании злака попадает на почву, где и зимует, давая весной мицелий. Весь жизненный цикл спорыньи, кроме зиготы, проходит в гаплоидной фазе.

## Отравления

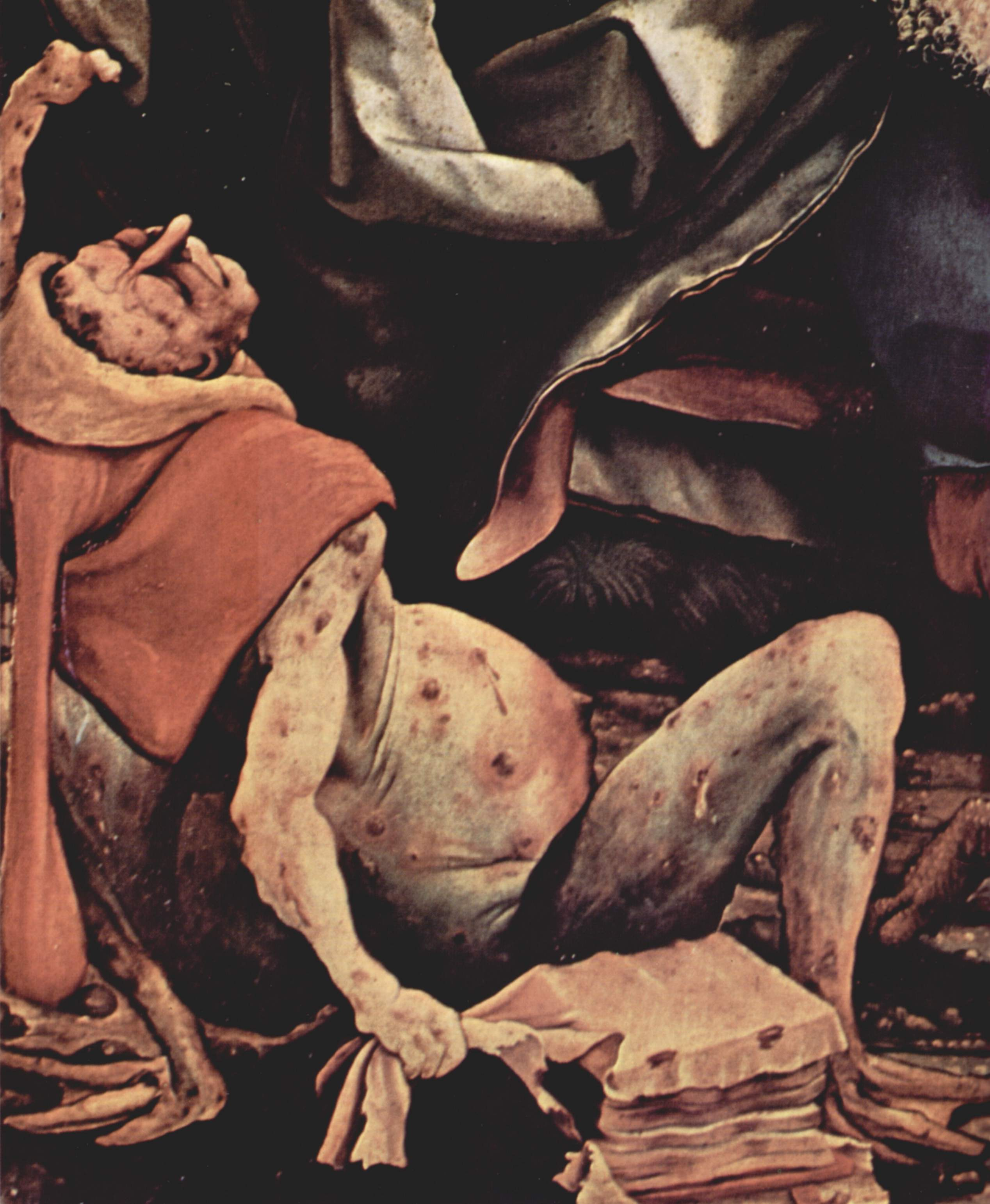
Больной «антониевым огнём» — деталь нижней части правой створки Изенгеймского алтаря, художник Маттиас Грюневальд, предположительно 1506—1515 годы, ныне в музее Унтерлинден, Кольмар (Франция).

Спорынья поражала рожь, преимущественно в сырые и холодные годы. В Средние века в год, когда из-за погодных условий развитие спорыньи усиливалось, из-за употребления хлеба из зерна, поражённого спорыньёй, возникали эпидемии так называемого «Антониева огня» (эрготизма) — пищевого токсикоза алкалоидами спорыньи. Около 1070 года был основан орден святого Антония. Это учреждение стало центром по лечению больных отравлением спорыньёй. Отшельники Дофине заявили, что они получили из Константинополя мощи святого. В Дофине тогда свирепствовала «горячка» и возникло убеждение, что мощи св. Антония могут её излечить, поэтому «священный огонь» был назван «антоновым». Аббатство, в котором хранились мощи, стало называться Сент-Антуан-ан-Вьеннуа.
Склероций спорыньи содержит большое количество алкалоидов, наиболее ядовитый из которых — эрготинин, при употреблении в пищу вызывающий судороги и длительные спазмы гладкой мускулатуры; также при отравлении наблюдаются расстройства психики, нарушение глазодвигательной функции, а спустя несколько месяцев — осложнённая катаракта, большие дозы приводят человека к гибели.
Некоторые подсчеты свидетельствуют о том, что в период с 591 по 1789 год в Европе произошло 132 эпидемии эрготизма. При этом во Франции, например, в 922 году эпидемия унесла жизни 40 000 человек, а в 1128 году в одном только Париже — 14 000 человек.
Последнее массовое отравление спорыньёй произошло в 1951 году в Пон-Сент-Эспри (Франция), хотя существуют версии, что население отравилось ртутью или трихлоридом азота. В настоящее время методы агротехники позволили практически избавиться от спорыньи в сельскохозяйственных посевах.

## Использование
В античное время спорынья применялась в качестве абортивного средства.
В крайне малых дозах алкалоиды спорыньи могут быть использованы как лекарство для лечения пролактиномы, нервных расстройств, состояний возбуждения и страха, а также мигрени, остановки маточного кровотечения и побуждения матки к сокращению. В фармакологических целях культивируется Claviceps purpurea — вид спорыньи, произрастающий на ржи. С 1 га собирают 50—150 кг склероциев.
В 1938 году из содержащихся в спорынье производных лизергиновой кислоты Альберт Хофманн химическим путём получил препарат ЛСД, в 1943 году им же было открыто его галлюциногенное воздействие на человека.

## РасыClaviceps purpurea
Существует 3 расы (подвида) Claviceps purpurea, фенотипически достаточно различающиеся:
- G1 — на злаках лугов и полей;
- G2 — в лесах, в горах;
- G3 (C. purpurea var. spartinae).

### На русском языке
- Описание спорыньи
- Д. Абсентис. Христианство и спорынья
- Рожки спорыньи — подробное описание химического состава
- Спорынья // Энциклопедический словарь Брокгауза и Ефрона : в 86 т. (82 т. и 4 доп.). — СПб., 1890—1907.

### На английском языке
- http://www.entheology.org/edoto/anmviewer.asp?a=37&z=5
- http://www.ext.nodak.edu/extpubs/plantsci/crops/pp551w.htm
- Abundant Respirable Ergot Alkaloids from the Common Airborne Fungus Aspergillus fumigatus
- PBS Secrets of the Dead: «The Witches Curse» (concerning the Salem trials and ergot)
- New England Journal of Medicine — Dopamine Agonists and the Risk of Cardiac-Valve Regurgitation
- HealthDay — Parkinson’s Drugs Can Damage Heart Valves Архивная копия от 6 января 2007 на Wayback Machine